# Linia kolejowa nr 333
Linia kolejowa nr 333 – jednotorowa, niezelektryfikowana linia kolejowa znaczenia miejscowego, o rozstawie szyn 1435 mm, łącząca Głuchołazy ze stacją Karniów. Kontynuacja linii po stronie czeskiej nosi numer 317.
Linia kolejowa nr 333 jest razem z linią nr 343 częścią czeskiej linii nr 292 (czes. železniční trať č. 292) Szumperk – Karniów, zarządzanej przez SŽDC.

## Przebieg
Linia przebiega przez powiaty nyski i prudnicki, przez gminy Głuchołazy i Prudnik. Przecina drogę krajową nr 40 oraz rzeki Prudnik, Złoty Potok, Zamecki Potok, Osłobogę oraz Opawicę.

## Historia

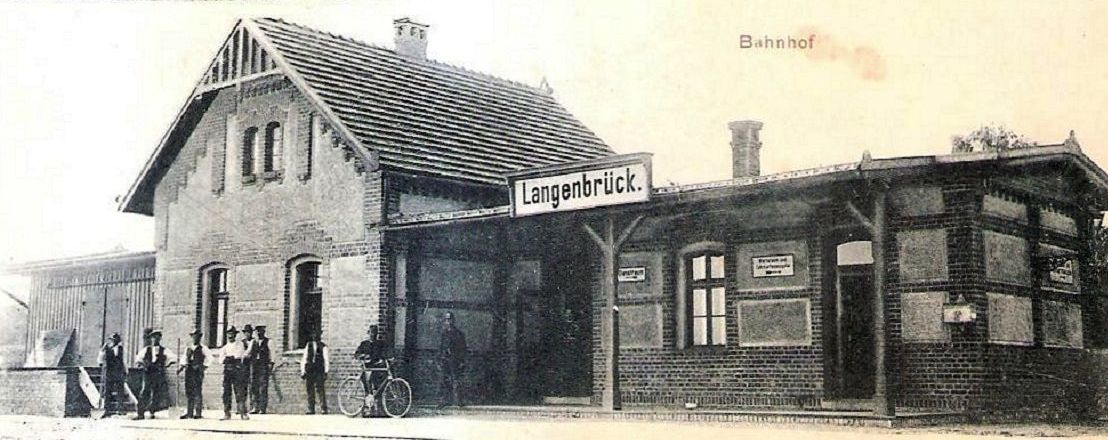
Dworzec kolejowy w Moszczance (1910)

Linia została zbudowana w 1875. Od początku miała charakter transgraniczny (Austro-Węgry/Niemcy, Czechosłowacja/Niemcy, Czechosłowacja/Polska, Czechy/Polska). Początkowo kursowały na niej dwie pary pociągów dziennie. Po układzie monachijskim i w okresie II wojny światowej linią jeździły dwa pociągi pospieszne (np. Berlin – Głuchołazy – Karniów – Opawa), trzy przyspieszone i osiem osobowych. W wyniku działań wojennych linia została uszkodzona.

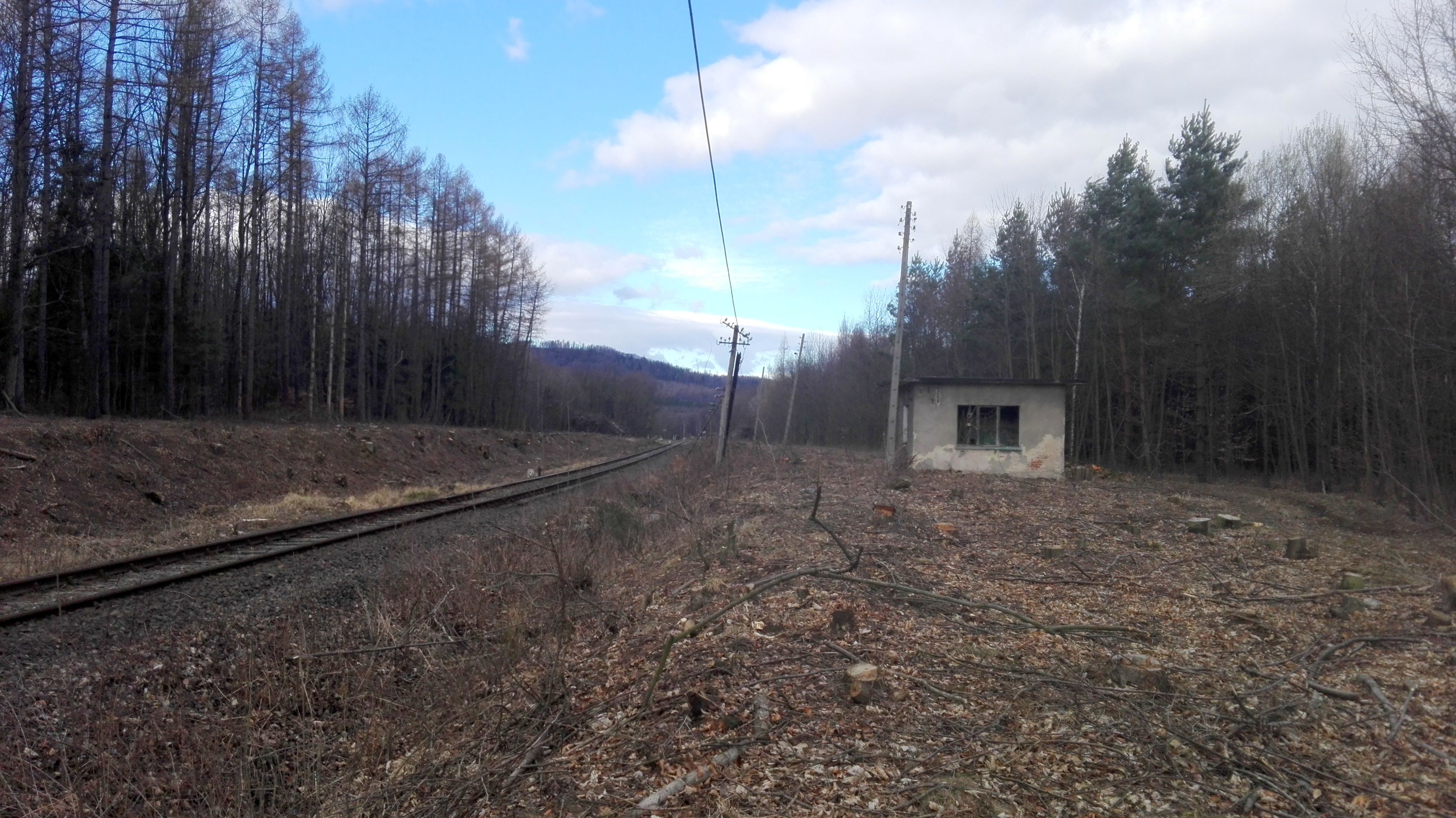
Pozostałości po pomoście wartowniczym w Wieszczynie

Ruch na linii wznowiono w 1948, po usunięciu ostatnich uszkodzeń po polskiej stronie. Transport regulowała umowa międzyrządowa między Czechosłowacją i Polską. Linię obsługiwała czechosłowacka kolej, a pasażerowie nie mieli możliwości wsiadania i wysiadania z pociągu na terenie Polski. W okresie obostrzeń granicznych w składzie pociągu przebywali żołnierze WOP, którzy kontrowali jego przejazd przez terytorium Polski. Koło Wieszczyny znajdowała się rampa kolejowa z reflektorem, z której żołnierze WOP sprawdzali przejeżdżające pociągi. W marcu 1951 w tymże miejscu granicę przekroczyli żołnierze ze strażnicy w Pokrzywnej podczas największej lądowej ucieczki polskich żołnierzy na Zachód. Rampę rozebrano w 2007, zachował się pobliski budynek.

## Ruch pociągów
Linia została zakwalifikowana przez Biuro Eksploatacji spółki PKP Polskie Linie Kolejowe jako „linia o priorytecie pasażerskim”.